# Eppenschlag
Eppenschlag je obec v německé spolkové zemi Bavorsko, leží v zemském okrese Freyung-Grafenau ve vládním obvodu Dolní Bavorsko. Žije zde 953 obyvatel.

## Geografie
Sousední obce: Innernzell, Kirchdorf im Wald, Spiegelau a Schönberg.

### Místní části
Obec je rozdělena na 21 částí:
| - Daxberg - Eppenschlag - Fürstberg - Großmisselberg - Gschwendtnermühle - Hohenthan - Hungerberg | - Hungermühle - Kaltenberg - Kleinarmschlag - Kohlstatt - Kraftmühle - Marbach - Rametnach | - Raumreuth - Reinhardsschlag - Rottenberg - Sommerau - Steinberg - Waldeck - Wolfertschlag |

## Památky
- katolický kostel sv. Kateřiny z roku 1901